# Les tančících stromů
Les tančících stromů se nachází v Zelenogradském rajónu Kaliningradské oblasti v Rusku. Stromy v lese jsou zakrouceny do různých tvarů a tím vznikl název lesa. 

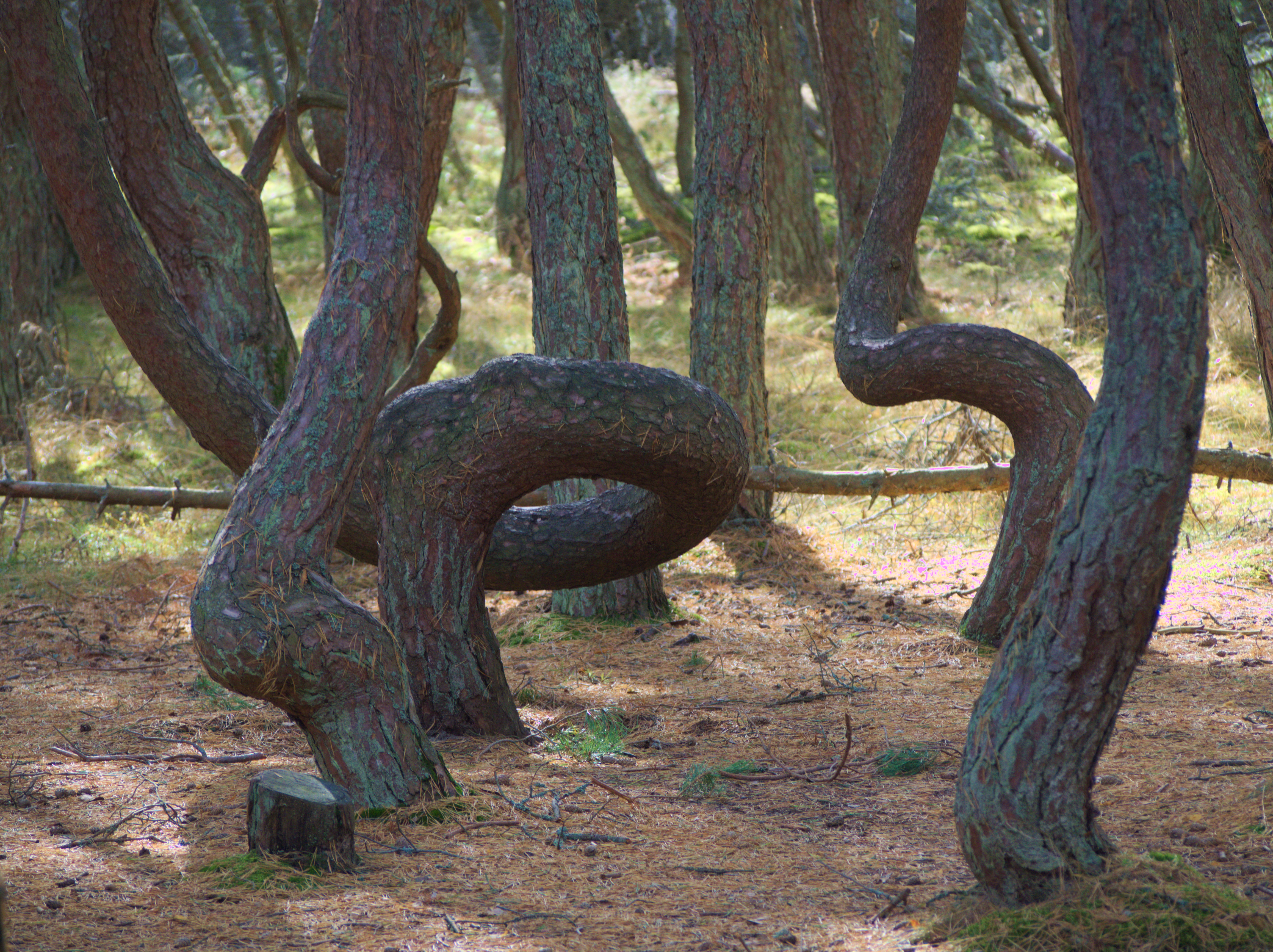
Les tančících stromů

„Proč jsou tyto stromy zakroucené?“ to je otázka kterou si kladou vědci zajímající se o les. Podobný les leží i v Polsku (Křivý les u města Gryfino) a je stejně záhadný jako ten v Rusku. Zajímavé je že tyto lesy jsou borovicové. Ale i přesto existují metody jak stromy dostaly svou podobu.
1. Paraziti
Někteří biologové tvrdí že za to mohou paraziti kteří nutí stromy aby se deformovaly.
2. Vítr
Jednou z metod je že stromy pokroutil vítr foukající z moře na pobřeží.
3. Tank
Tato metoda se týká hlavně Polského lesa se zakroucenými stromy. Za druhé světové války tam mohl projet tank který stromy pokroutil.
Je mnohem víc metod třeba že to udělala legendární bohyně která vytvořila písečný val rozdělující Baltské moře od vody Kuršského přístavu.